# Rubanszczina
Rubanszczina (ros. Рубанщина) – wieś (ros. деревня, trb. dieriewnia) w zachodniej Rosji, w sielsowiecie zaoleszeńskim rejonu sudżańskiego w obwodzie kurskim.

## Geografia
Miejscowość położona jest nad rzeką Olesznia (dopływ Sudży), 4,5 km od granicy z Ukrainą, 4 km od centrum administracyjnego sielsowietu zaoleszeńskiego (Zaoleszenka), 4,5 km od centrum administracyjnego rejonu (Sudża), 91,5 km od Kurska.
W granicach miejscowości znajdują się ulice: Chutorskaja, Imieni M. I. Guriewicza, Wygon, zaułek Zielonyj.

## Demografia
W 2010 r. miejscowość zamieszkiwało 147 osób.

## Urodzeni w Rubanszczinie
- Michaił Iosifowicz Guriewicz – radziecki konstruktor lotniczy, inżynier, doktor nauk technicznych, Bohater Pracy Socjalistycznej (wieś upamiętniła konstruktora nazwą ulicą)